# Парижская коммуна (завод)
Парижская коммуна — деревообрабатывающее предприятие в Ярославле. Располагается в начале Тутаевского шоссе на правом берегу Волги. Входит в число крупнейших предприятий Ярославской области.

## История
В 1888 году на пустыре близ села Иваньково Норской волости Ярославского уезда Ярославской губернии торговым домом сыновей купца Василия Николаевича Дунаева был построен Бурчихинский химико-красочный завод, названный так по протекающему рядом ручью Бурчиха. Завод производил серную и соляную кислоты, купоросное масло, голландскую сажу, краску медянку, свинцовые белила и другие краски.
К 1920 году это был лесозавод № 1, 30 октября 1922 года он был переименован в завод «Парижская коммуна». Вокруг фабрики образовался одноимённый посёлок, вошедший в середине XX века в состав города Ярославля.
В 1950-е годы был самым крупным в области деревообрабатывающим предприятием, дающим в год до 80 тысяч кубометров пиломатериалов.
В 2002 году в связи с банкротством имущество завода «Парижская коммуна» перешло в собственность ООО «Славмебель».
В 2007 году замена основной управленческой команды. Усилия руководства привели к значительному расширению производства и полному техническому перевооружению.